# Lê Công Vinh
Lê Công Vinh (n. 10 decembrie 1985) este un fost fotbalist vietnamez, actualul director adjunct al clubului Ho Chi Minh City F.C..
Autor al 51 de goluri în 83 de partide cu echipa din Vietnam din 2004, el își încheie cariera după semifinalele pierdute de Vietnam împotriva Indoneziei în timpul Cupa AFF Suzuki 2016.

## Statistici
| Vietnam | Vietnam | Vietnam |
| An      | Meciuri | Goluri  |
| ------- | ------- | ------- |
| 2004    | 10      | 7       |
| 2005    | 0       | 0       |
| 2006    | 3       | 2       |
| 2007    | 13      | 7       |
| 2008    | 12      | 5       |
| 2009    | 3       | 1       |
| 2010    | 1       | 1       |
| 2011    | 5       | 7       |
| 2012    | 7       | 1       |
| 2013    | 1       | 0       |
| 2014    | 9       | 8       |
| 2015    | 2       | 0       |
| Total   | 66      | 39      |